# Let's Tap
Let's Tap é um jogo de vídeo game desenvolvido pelo estúdio Prope e publicado pela Sega exclusivamente para o Wii. Junto com o Let's Catch, o jogo é o primeiro a ser anunciado pela Prope.
Let's Tap consiste em um número de mini-jogos que requer que o jogador dê tapas em uma superfície plana com as mãos. O Wii Remote deve ser posicionado em cima da superfície a ser utilizada, com o acelerômetro do controle detectando as vibrações e movimentando o personagem na tela do jogo. O jogo acompanha uma caixa que pode ser montada e utiliza, segundo os seus criadores, qualquer outra superfície plana poder utilizada, incluindo a própria caixa do jogo.